# Tokyo Verdy
El Tokyo Verdy és un club de futbol japonès de la ciutat de Tòquio.

## Història
El club va ser fundat el 1969 com el club de futbol de la companyia Yomiuri Shimbun. Amb seu a la ciutat de Kawasaki, el Yomiuri FC fou fundador de la segona divisió de la Japan Soccer League el 1972 i ascendí a primera el 1977.
Quan la lliga es convertí en J. League el 1993 el club es professionalitzà i adoptà el nom Verdy Kawasaki, però continuà essent propietat de Yomiuri fins al 1997. Actualment és propietat de la Nippon Television Network], branca televisiva del Yomiuri Group.
Amb el canvi de segle, els problemes econòmics i la forta rivalitat local amb els clubs Kawasaki Frontale i els veïns Yokohama Marinos i Yokohama Flugels, feren que el club decidís deixar la ciutat de Kawasaki. El 2001 es traslladà a Chōfu, Tòquio i adoptà el nom Tokyo Verdy 1969, que reflectia la nova seu i al mateix temps els orígens del club. L'any 2008 canvià de nou de nom perdent el 1969 del seu nom.

## Palmarès
- Japan Soccer League (1a Divisió):
  - 1983, 1984, 1986/87, 1990/91, 1991/92
- Japan Soccer League (2a Divisió):
  - 1974, 1977
- J. League:
  - 1993, 1994
- Copa JSL/Copa J. League:
  - 1979, 1985, 1991, 1992, 1993, 1994
- Copa de l'Emperador:
  - 1984, 1986, 1987, 1996, 2004
- Supercopa Xerox:
  - 1984, 1994, 1995, 2005
- Copa Sanwa Bank:
  - 1994
- Lliga de Campions de l'AFC:
  - 1988

## Futbolistes destacats
| - Patrick Mboma - Tetsuji Hashiratani - Satoshi Tsunami - Ko Ishikawa - Tsuyoshi Kitazawa - Atsuhiro Miura - Kazuyoshi Miura - Yasutoshi Miura - Kenichi Uemura - Takayuki Morimoto - Hideki Nagai - Shinji Fujiyoshi - Yuji Hironaga - Ruy Ramos - Takaya Kurokawa | - Takuya Takagi - Nobuhiro Takeda - Takahiro Yamada - Hiroyuki Shirai - Daijiro Takakuwa - Takafumi Ogura - Daigo Kobayashi - Naoki Soma - Hayuma Tanaka - Takuya Yamada - Masakiyo Maezono - Kazuyuki Toda - Yuji Nakazawa - Shinkichi Kikuchi | - Toshihiro Hattori - Masashi Oguro - Pereira - Bismarck - Edmundo - Gil - Washington - Hulk - Claudio Ubeda - Vjeran Simunić - Steve Paterson - Lee Gang-Jin - Kim Do-Keun - Ryang Gyu-Sa |

## Entrenadors
| Entrenador          | Nac.          | Anys      |
| ------------------- | ------------- | --------- |
| Yasutaro Matsuki    | Japó          | 1993-1994 |
| Nelsinho Baptista   | Brasil        | 1995-1996 |
| Yasuyuki Kishino    | Japó          | 1996      |
| Émerson Leão        | Brasil        | 1996      |
| Hisashi Kato        | Japó          | 1997      |
| Valdir Espinosa     | Brasil        | 1997      |
| Ryoichi Kawakatsu   | Japó          | 1997      |
| Nicanor             | Brasil        | 1998      |
| Ryoichi Kawakatsu   | Japó          | 1998      |
| Hideki Matsunaga    | Japó          | 1999      |
| Chang Woe-Ryong     | Corea del Sud | 2000      |
| Yasutaro Matsuki    | Japó          | 2001      |
| Yukitaka Omi        | Japó          | 2001-2002 |
| Lori Paulo Sandri   | Brasil        | 2002-2003 |
| Leandro             | Brasil        | 2003      |
| Osvaldo Ardiles     | Argentina     | 2003-2005 |
| Nobuhiro Ishizaki   | Japó          | 2005      |
| Vadão               | Brasil        | 2005      |
| Ruy Ramos           | Japó          | 2006-2007 |
| Tetsuji Hashiratani | Japó          | 2008      |
| Takuya Takagi       | Japó          | 2009-     |